# Robert Sénéchal
Robert Marie Georges Sénéchal, född den 5 maj 1892 i Rocquencourt, Oise, död den 30 juli 1985 i Saint-Ay, var en fransk affärsman, racerförare och pilot.
Sénéchal deltog i första världskriget som pilot. Efter kriget startade han biltillverkaren Sénéchal som byggde små voituretter under 1920-talet.
Sénéchal tävlade med sina små bilar men även i Grand prix-racing för Delage och vann det första Storbritanniens  Grand Prix 1926.